# Vanja Belić
Vanja Belić (* 28. Juni 1983 in Zagreb, SR Kroatien) ist ein ehemaliger kroatischer Eishockeytorwart, der für verschiedene Vereine aus Zagreb spielte.

## Karriere
Vanja Belić begann seine Karriere als Eishockeyspieler in der Saison 2000/01 beim KHL Zagreb, für den er in den folgenden fünf Jahren in der kroatischen Meisterschaft aktiv war. Anschließend wechselte der Torwart zu dessen Stadtnachbarn KHL Mladost Zagreb, bei dem er von 2005 bis 2009 in der kroatischen Meisterschaft und der slowenischen Eishockeyliga spielte. 2008 wurde er mit dem KHL Mladost erstmals in seiner Laufbahn Kroatischer Meister. Zur Saison 2009/10 wechselte er zum kroatischen Rekordmeister KHL Medveščak Zagreb, für den er vier Mal in der Österreichischen Eishockey-Liga auf dem Eis stand. Zudem lief er für die zweite Mannschaft des Vereins in der Slohokej Liga und der kroatischen Meisterschaft auf und gewann mit der Mannschaft erneut den kroatischen Meistertitel. 
In der Saison 2010/11 spielte Belić überwiegend für Medveščaks neuen Kooperationspartner, das Team Zagreb, in der Slohokej Liga, während er mit Medveščaks zweiter Mannschaft zum insgesamt dritten Mal den kroatischen Meistertitel gewann. Zur Saison 2011/12 kehrte er zum KHL Zagreb zurück, wo er 2012 seine Karriere beendete.  

### International
Für Kroatien nahm Belić im Juniorenbereich an der U18-Weltmeisterschaft der Division II 2001 sowie der U20-Weltmeisterschaft der Division II 2002 und der U20-Weltmeisterschaft der Division I 2003 teil. Im Seniorenbereich stand er im Aufgebot seines Landes bei den Weltmeisterschaften der Division II 2005 und 2007, als er die beste Fangquote und den geringsten Gegentorschnitt des Turniers erreichte, sowie bei den Weltmeisterschaften der Division I 2003, 2006, 2008, als er zum besten Torhüter des Turniers gewählt wurde, 2009 und 2010. 

## Erfolge und Auszeichnungen
- 2008 Kroatischer Meister mit dem KHL Mladost Zagreb
- 2010 Kroatischer Meister mit dem KHL Medveščak Zagreb
- 2011 Kroatischer Meister mit dem KHL Medveščak Zagreb

### International
- 2005 Aufstieg in die Division I bei der Weltmeisterschaft der Division II, Gruppe A
- 2007 Aufstieg in die Division I bei der Weltmeisterschaft der Division II, Gruppe A
- 2007 Beste Fangquote der Weltmeisterschaft der Division II, Gruppe A
- 2007 Niedrigster Gegentorschnitt der Weltmeisterschaft der Division II, Gruppe A
- 2008 Bester Torwart der Weltmeisterschaft der Division I, Gruppe B